# 초장동 (부산)
초장동(草場洞)은 대한민국 부산광역시 서구의 동이다.

## 역사
- 1947년 7월 20일 경상남도 부산시 초장동1가,2가,3가
- 1951년 9월 1일 경상남도 부산시 초장동(서부출장소 관할)
- 1957년 1월 1일 경상남도 부산시 서구 초장동
- 1963년 1월 1일 부산직할시 서구 초장동
- 1995년 1월 1일 부산광역시 서구 초장동

## 유래 및 특성
1913년 부산부제 실시로 부민동과 남부민동이 갈라진 후에 생긴 동으로, 부산 개항 이전 까지만 하여도 인가는 별로 없고 초원지대였다고노들의 구전에 의하면 이곳은 초원이 좋아서 하늘에서 용마가 하강한곳이라 하여 산명을 천마산 이라 칭하였다.
초원이었다 하여 초장동이라는 이름이 생겨났고, 초원이 좋아 조선시대에는 목마장으로 이용하였는데, 초장동 목마장은 1890년 전후 절영도(현 .영도구)로 옮겨지고 현재의 모습을 갖추게 되었다.

## 주요 시설
- 초장동 주민센터
- 초장동 새마을금고
- 초장중학교
- 초향경로당
- 초장할머니경로당
- 초장어린이집
- 공 피부 비뇨기과(초장동)
- 부산방사선과